# Nouveau Cirque (Paris)

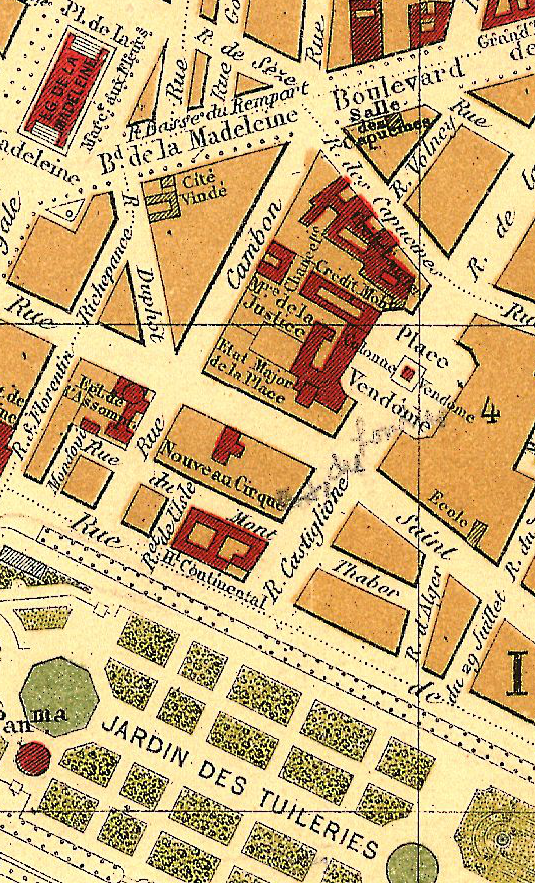
Historischer Lageplan

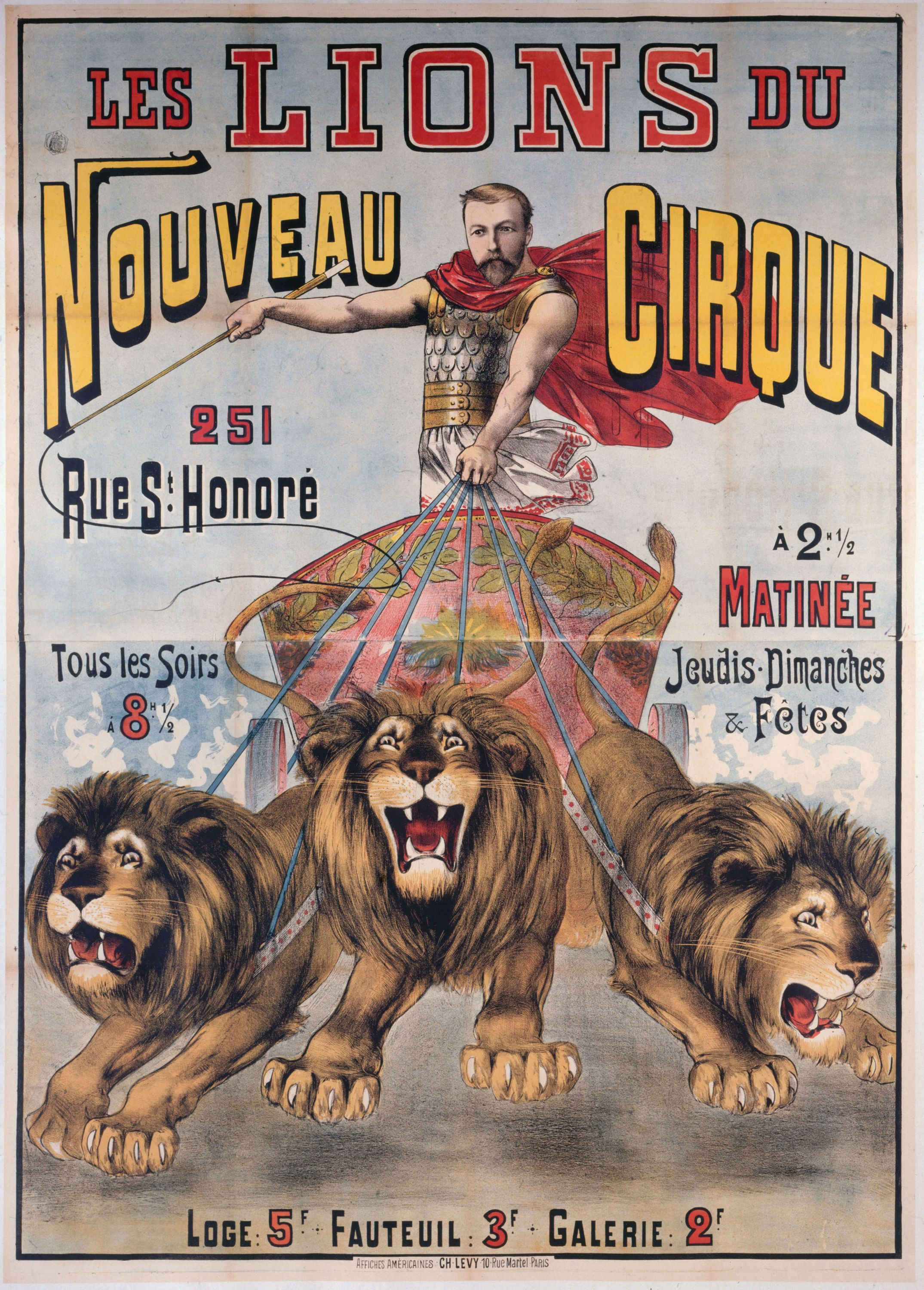
Plakat: LES LIONS DU NOUVEAU CIRQUE

Der Nouveau Cirque, manchmal auch Cirque Oller, Arènes Nautiques oder „Thermes Saint-Honoré“ genannt, war ein ständiger Zirkus in Paris, zwischen 1886 und 1926.

## Allgemein
Der Zirkus wurde in der Rue Saint-Honoré 251 erbaut. An der gleichen Stelle befanden sich vorher, das Panorama de Reichshoffen und der Saal Bal Valentino errichtet. Der „Neue Zirkus“ wurde am 12. Februar 1886 eingeweiht. Die Reitarena konnte nach Belieben in eine Wasserbahn umgewandelt werden. Am 18. April 1926 wurde er geschlossen und abgerissen.
Das Konzept zwischen Arena und Wasserbahn des Zirkuses zu wechseln wurde von Joseph Oller erdacht. Architekten waren Gustave Gridaine und Aimé Sauffroy.

## Direktoren
- Arthur-Théobald Guilloreau genannt Raoul Donval[7]

## Künstler
- Jenny von Rahden
- Foottit & Chocolat